# Påvliga Bibelkommissionen
Påvliga Bibelkommissionen (italienska: Pontificia Commissione Biblica), grundad 1902, handhar frågor om hur Bibeln ska tolkas och utläggas inom katolska kyrkan.